# Olaszok hihetetlen kalandjai Leningrádban
Az Olaszok hihetetlen kalandjai Leningrádban (eredeti cím: Невероятные приключения итальянцев в России / Una matta, matta, matta corsa in Russia) 1974-ben bemutatott színes, szovjet–olasz filmvígjáték. Eldar Rjazanov és Franco Prosperi közös alkotása tulajdonképpen kényszerűségből született, mivel Dino De Laurentiis producernek egy korábbi koprodukció kapcsán tartozása volt a Moszfilm felé. A film Nyugaton lényegében megbukott, a vasfüggöny mögött – Magyarországot is beleértve – azonban jelentős sikert aratott.

## A cselekmény
|  | Alább a cselekmény részletei következnek! |

Egy mentőautó szirénázva száguld Róma utcáin. A sietség oka, hogy iskolába kell vinni az egyik mentőápoló, Antonio Lo Mazzo gyerekeit. A pajkos lurkókat apjuk megszidja, amiért előző nap meggyújtották a tanító néni alatt a széket. A portás bácsi is kedvesen érdeklődik a gyerekektől a kapuban, hogy vajon ma is hoztak-e magukkal benzint. Lo Mazzo terebélyes felesége azzal gyanúsítja az urát, hogy esténként valójában nem túlórázni szokott, hanem megcsalja őt egy csinos nővérkével vagy doktornővel. A családi idillnek a másik mentős, Giuseppe – mellesleg Antonio sógora – vet véget egy sürgős hírrel: haladéktalanul kórházba kell szállítani egy idős asszonyt. A zsúfolt intézményben még a folyosó is tele van betegekkel. A mentők végül egy törött lábú férfi mellé fektetik az asszonyt. Azzal nyugtatják szegény teremtést, hogy semmi baja, 90 évig fog élni, ám kiderül, hogy a néni 92 éves. Rövidesen megérkezik unokája, a csinos Olga. A haldokló öregasszony elárulja neki, hogy nagy örökség vár rá, ő ugyanis nagyon gazdag. Évtizedekkel korábban, a forradalom idején menekült el Oroszországból, de előtte Szentpétervárott elrejtette a családi ékszereket egy oroszlán alatt. Ekkor már mindenki az öregasszony szavait lesi: az orvos, a két mentős, az állapotos feleségéhez látogatóba érkezett maffiózó és az idős nő kényszerű ágyszomszédja, a törött lábú férfi. A néni még átadja a kincsekhez vezető kulcsot az unokájának, majd kileheli a lelkét. Persze mindenki badarságnak minősíti, amit hallott, de azért a Moszkvába tartó következő repülőgépen már valamennyien ott vannak. Kénytelenek szóba elegyedni egymással. Antonio 500 millió lírát ígér mindenkinek a 9 milliárdos örökségből: magának és Giuseppének azért igényli a kincs felét, mert végül is ők szállították be a nénit a kórházba. Olga elképedve hallgatja, amint idegen emberek osztozkodnak az örökségén, ám a doktor felvilágosítja, hogy a szovjet törvények értelmében a kincs nem a lányé. Vita közben Rosario, a maffiózó ellopja a doktor útlevelét, és a WC-be dobja. Az okmány azonban kívülről rátapad a repülőgép egyik ablakára. A maffiózó végül kirúgja az üveget, hogy eltüntesse a bűnjelet. Akciója következtében a gép vészhelyzetbe kerül, és kényszerleszállást kell végrehajtania a minszki autópályán.

Olga és Andrej (Antonia Santilli és Andrej Mironov)

A rendhagyó landolást újabb meglepetés követi. Lo Mazzo urat egy orosz idegenvezető várja, aki azt állítja, hogy Antonio a milliomodik olasz turista, ezért ingyen idegenvezetés jár neki. A doktor viszont nem léphet be a Szovjetunióba, mert nem találja az útlevelét: vissza kell szállnia a gépre. A maffiózó örömmel konstatálja, hogy sikerült megszabadulni az egyik kincskeresőtől. A törött lábú férfit is megpróbálja lekapcsolni: megsúgja az egyik orosz biztonsági embernek, hogy a sánta valójában kábítószert rejteget a gipsz alatt. A bájos Olga azonnal megtetszik Andrejnek, az orosz idegenvezetőnek. A férfi invitálására a lány hajlandó vele és Lo Mazzóékkal menni Moszkva belvárosába, a Vaszilij Blazsennij-székesegyháznál azonban elbúcsúzik tőlük. Antonio és Giuseppe nem hagyják lerázni magukat. Olga a GUM áruházba menekül előlük, ahol az olaszok kisebbfajta botrányt csinálnak egy ottani divatbemutatón. A zűrzavarban a lánynak sikerül eltűnnie, és kocsit szereznie, amivel Leningrád felé veszi az irányt. A többiek vonaton követik. Antonio úgy véli, Andrejt is be kell avatni a kincskeresésbe, hiszen bőven jut majd neki is a zsákmányból, nekik pedig előtte szükségük van valakire, aki ismeri az országot. Andrej boldogan fogadja az ajánlatot. Ezalatt a maffiózó, aki szintén a vonaton utazik, sajátos módon próbál megszabadulni tőlük: míg a szerelvény egy kis ideig a nyílt pályán várakozik, Rosario lekapcsolja Andrejék kocsiját a vonatról. Az orosz és a két olasz autóstoppal kénytelen továbbmenni. Elsőként pont Olgát akarnák megállítani, ám a lány azonnal továbbhajt. Sikerül egy teherautón a nyomába eredni. Mulatságos üldözés kezdődik, Andrejék elemelnek egy személyautót is, hogy Olga nyomában maradjanak, de egy benzinkút közelében lerobbannak. Ráadásul az arra haladó vonatból a maffiózó meglátja őket, és égő szivarját kidobja az ablakból. A benzinkút természetesen a levegőbe repül.

Rosario, a maffiózó (Tano Cimarosa)

A nehézségek ellenére Andrej, Antonio és Giuseppe végül meg tud állapodni Olgával, aki kénytelen belátni, hogy az ásáshoz bizony kellenek az erős férfikezek, az örökségből pedig bőven jut mindenkinek. Leningrád gyors feltérképezése azonban lesújtó eredménnyel végződik: több mint száz kőoroszlánt számolnak meg az első körben. Vajon melyik alatt rejtőzhet a kincs? Olga a színház előtti oroszlánokra tippel, hiszen valaha a nagymama ebben a nagy múltú teátrumban lépett fel. Azonnal ásni kezdenek. Az igazgató kétségbeesetten rohan ki megkérdezni, hogy mit művelnek. Andrej azt állítja, hogy gázszivárgás miatt ásnak. Az épület szinte pillanatok alatt kiürül, a művészek jelmezben rohannak ki a kapun. Giuseppe észreveszi, hogy a közelben Rosario ólálkodik, aki bemegy egy telefonfülkébe. Antonio megtréfálja a maffiózót: egy hatalmas markológép segítségével egyszerűen a magasba emeli a fülkét, majd a Néva vizébe dobja. A kincskeresés azonban sikertelenül zárul: a megtalált üreg csupán egy borospincébe vezet. Ráadásul Rosario is újra felbukkan, egy hatalmas bőrönddel a kezében. Olgáék azt hiszik, a kincseket viszi magával. Azonnal üldözőbe veszik, és sikerül utolérniük. A kavarodásban Giuseppe szerzi meg a koffert, és gyorsan elszelel vele. Most már mindenki őt kezdi üldözni, Rosariót kivéve. Hiába érik azonban utol, a bőröndben kincs helyett egy időzített bomba rejtőzik. Az utolsó pillanatban sikerül bedobni egy lebontásra váró ház udvarába: a napokra tervezett bontást hőseink egyetlen pillanat alatt kivitelezik. Giuseppét már-már kiközösítenék amiatt, amit tett, de a fiatalembernek remek gondolata támad. Mi van, ha a furfangos nagymama szimbolikus értelemben gondolt az oroszlánra, s a kincset valójában Lev Tolsztoj szobra alá rejtette, hiszen lev (лев) az orosz nyelvben oroszlánt jelent? Andrej hamar lehűti a váratlan lelkesedést: Tolsztoj szobrát a forradalom után emelték, az alatt biztosan nem lehet a kincs.
A bőrönd utáni hajszában Olgának kificamodott a lába. A gáláns Andrej elviszi őt és a két férfit édesanyja lakására. A mama kedves dorgálással fogadja a fiát és a vendégeket, akiknek egy kis idejük lesz arra, hogy kifújják magukat, és összeszedjék a gondolataikat. A mama egy fotóalbumot mutat Olgának. Az egyik kép Andrejt ábrázolja rendőregyenruhában. A lánynak fogalma sincs arról, hogy az ál-idegenvezető a szomszéd szobában éppen azért hívja fel a feletteseit, hogy felmentését kérje aktuális megbízása alól, személyes okok miatt. A kötelesség azonban előrébb való az érzelmeknél: Andrejnek az olaszokkal kell maradnia, a kincs megtalálásához ugyanis a szovjet államnak is komoly érdeke fűződik. Közben Antonio és Giuseppe kártyáznak, ám ezúttal Lo Mazzo a vesztes. Idegesen járkál fel s alá a szobában, Giuseppe meg is jegyzi, hogy olyan, mint egy oroszlán a ketrecben. E megjegyzésből születik az újabb ötlet: a kincs talán éppen egy igazi oroszlán alatt rejtőzik, egyenesen az Állatkertben! Az új tippet megosztják Olgával, aki viszont leleplezi előttük Andrejt. Visszamennek a szállodába, ahol Olga női csábereje segítségével felcsalja magához Andrejt, rázárja a szoba ajtaját, sőt még a férfi ruháit is elviszi magával. Taxival megy az Állatkertbe, Andrejnek azonban a telefon segítségével sikerül megtudnia, mi volt Olga úti célja. A társaság az Állatkertben fut össze, az oroszlán ketrece alatt: Olgáék az egyik irányból ástak egy alagutat, Rosario a másik irányból ásott. Nem hiába fáradoztak: a csodás kincs tényleg ott van egy ládikóban. Az örömnek hamar vége: megjelenik Andrej, és a szovjet állam nevében lefoglalja a kincset. Nagyobb baj, hogy beszakad a föld a ketrec alatt, és hőseink egy valódi oroszlánnal találják szembe magukat.
Mulatságos menekülés kezdődik, ám az oroszlánt nem sikerül lerázni: az állat kitartóan megy a kincs után. A ládikó jó párszor gazdát cserél, egyszer még a törött lábú olasznak is sikerül megszereznie, aki épp a legjobbkor gurul hőseink útjába a tolókocsiján. A kincs még a Néva fenekére is lesüllyed, ahonnan Andrej hozza a felszínre. Amikor a zűrzavar már nem is lehetne nagyobb, megérkeznek a rendőrök. Az olaszok menekülőre fogják, a rendőrök pedig a nyomukba erednek. Andrej végül megnyugtatja a turistákat, hogy semmi okuk a félelemre, a szovjet törvények értelmében ugyanis a kincs 20%-a a megtalálót illeti, s ez az összeg is elég nagy. Persze Rosario részéből levonják a felrobbantott benzinkutat és a megrongált műalkotásokat. Hőseink a repülőtéren vidáman búcsúzkodnak Andrejtől. Olga is felszáll a gépre, ahol mindenki nagy meglepetésére a doktort látják viszont. A férfi útlevél hiányában sem a Szovjetunióba, sem Olaszországba nem tud belépni, ezért napok óta ingázik a két ország között. A gépen Antonio újabb ötlettel áll elő: meg akarja találni a cherokee indiánok kincsét, melyhez már sikerült egy térképet is szereznie. Csekélységet fizetett érte, csupán Giuseppe részét. Az újabb kalandra azonban Olga már biztosan nem tart velük: az utolsó pillanatban leszáll a gépről, és Andrej karjaiba veti magát…

## Háttérinformációk
Az 1960-as évek végén több nagyszabású szovjet–olasz koprodukciós film készült, melyeket a magyar közönség is láthatott. Mihail Kalatozov A jégsziget foglyai (1969), Vittorio De Sica Napraforgó (1970) és Szergej Bondarcsuk Waterloo (1970) című alkotásai annak idején a magyar közönség körében is nagy sikert arattak, nyugati fogadtatásuk viszont meglehetősen langyos volt. A Waterloo producere, Dino De Laurentiis abban állapodott meg a szovjet partnerrel, a Moszfilmmel, hogy egy újabb közös filmmel egyenlíti ki fennálló tartozásait. Okulva azonban az előző közös vállalkozás (és a többi koprodukció) anyagi bukásából, De Laurentiis igyekezett minél jobban lefaragni a költségeket. Ragaszkodott ahhoz, hogy az Olaszországban játszódó jeleneteket a népes orosz stáb helyett egy kisebb olasz forgatócsoport vegye fel. Anyagi megfontolásokból elutasította, hogy a film olyan, a Szovjetunióban is rendkívül népszerű olasz sztárokkal készüljön el, mint Alberto Sordi, Sophia Loren, Marcello Mastroianni és Claudia Cardinale. Helyettük inkább karakterszínészeket választott, akik a vasfüggöny mögött jószerivel ismeretlenek voltak. Antonia Santilli filmes karrierje például csak két évvel korábban kezdődött, és épp ezzel a koprodukcióval véget is ért. Ninetto Davoli elsősorban Pier Paolo Pasolini filmjeiben vált ismertté, melyeket azonban a szocialista országokban egyáltalán nem vagy csak szűk körben forgalmaztak. Alighiero Noschese és Tano Cimarosa neve és arca ugyan nem volt ismeretlen Kelet-Európában sem, de nem tartoztak a legnépszerűbb nyugati művészek közé. A takarékos producer végül a saját csapdájába esett, mert Nyugaton a film éppen a szereposztás miatt bukott meg, ugyanis a forgalmazó partnerek szerint a koprodukció az eredetileg tervezett rangos közreműködőkkel sikeres lehetett volna.

## Érdekességek
- A film forgatásáról szóló első magyar híradások szerint az egyik operatőr az olasz Idelmo Simonelli lett volna.[2]
- A történetet úgy építették fel, hogy Moszkva és Leningrád számos nevezetessége megjelenjen a filmben, mint például a Vörös tér, a Rosszija szálló, a GUM áruház, a Vaszilij Blazsennij székesegyház vagy a Nyevszkij proszpekt.
- Carlo Rustichelli a kísérőzenéhez felhasználta a Zúg a Volga című közismert népdal motívumait is. Választása a cselekmény szempontjából tulajdonképpen bakinak mondható, hiszen az események java Leningrádban zajlik, melyen a Néva, és nem a Volga folyik keresztül. Valószínű azonban, hogy Rustichelli az „oroszos hangulat” megteremtése érdekében választott egy Keleten és Nyugaton egyaránt jól ismert orosz dalt.
- A benzinkút felrobbantása Michelangelo Antonioni Zabriskie Point (1970) című világhírű alkotásának zárójelenetét idézi, melyben a luxusvilla képzeletbeli felrobbantását követően szintén lassított felvételeken láthatók a levegőbe repült tárgyak.
- A filmbeli oroszlán neve a valóságban King volt, akit betanítottak arra, hogy a forgatás kedvéért ledöntsön a lábáról egy tizenévest. A megjátszott támadást azonban egy rendőr valódinak hitte, és az állatra lőtt.
- A magyar moziváltozat főcímén Tano Cimarosa hibásan, Tonio Cimarosa néven szerepel.

## Magyar kritikai visszhang
„Majd szétfeszíti a lendület és az ötletek sokasága az Olaszok hihetetlen kalandjai Leningrádban című szovjet–olasz koprodukcióban készült igen színes filmkomédiát. A forrás, amiből a film fergeteges humora táplálkozik, valóban a két ország legsajátabb hagyománya: szovjet részről Ilf és Petrov élesen karakírozó szellemessége, olasz részről a commedia dell’arte bukfencező, borsos bővérűsége szolgáltatja a sziporkázó együttműködés alapjait. Az összekötő és egybeforrasztó kapcsolatot pedig a közös ős: a filmburleszk hatalmas tradíciója teremti meg. […] Ami a legmagávalragadóbb az ügyben: a film pazarlóan gazdag és nagyvonalú gag-rendszere. Fantáziának, bravúrnak, trükknek, technikának fergeteges sebességre kapcsolt parádéja ez a film, kifogyhatatlan nevetésünk közben már-már kedvünk volna csitítólag odaszólni Eldar Rjazanov rendezőnek: egy kicsit finomabban, kecsesebben, kíméletesebben, ha lehet…” (Sas György kritikája. In: Film Színház Muzsika 1975/45, 1975. november 8., 5. oldal)

## Főszereplők
| Szerep                        | Színész | Magyar hang                                          |
| ----------------------------- | --- | ---------------------------------------------------- |
| Vasziljev                     | Andrej Mironov | Kovács István                                        |
| Giuseppe                      | Ninetto Davoli | Zana József                                          |
| Olga                          | Antonia Santilli | Halász Judit                                         |
| Antonio Lo Mazzo              | Alighiero Noschese | Rátonyi Róbert                                       |
| Rosario Agrò                  | Tano Cimarosa | Suka Sándor                                          |
| Doktor                        | Gigi Ballista | Ungvári László                                       |
| Hromoj                        | Evgeniy Evstigneev | Somogyvári Rudolf                                    |
| Vasziljev anyja               | Olga Aroseva | Vajay Erzsi                                          |
| Andrej édesanyja              | Olga Aroseva | Pogány Margit                                        |
| Törött lábú férfi             | Jevgenyij Jevsztignyejev | Somogyvári Rudolf                                    |
| Recepciós                     | – | Czigány Judit                                        |
| Olga nagyanyja                | – | Gobbi Hilda                                          |
| Pilóta                        | – | Horkai János                                         |
| Konferanszié a divatbemutatón | – | Kassai Ilona                                         |
| Teherautó sofőr               | – | Képessy József                                       |
| Reptéri dolgozó               | – | Pathó István                                         |
| Házbontó munkás               | – | Perlaki István                                       |
| Rendőr a reptéren             | – | Szatmári István                                      |
| Férfi az irányítótoronyban    | – | Versényi László                                      |
| További szereplők             | – | Andai Györgyi Sándor Iza Simon Zsuzsa Várhegyi Teréz |
| További szereplők             | Valentyin Gracsjov Zoja Iszajeva Alekszandr Luhjanov Jurij Mihajlov Ella Nyekraszova Borisz Runge Franca Sciutto Larisza Vikkel Valerij Vinogradov | –                                                    |